# Hubert Beuve-Méry
Hubert Beuve-Méry (Parigi, 5 gennaio 1902 – Fontainebleau, 6 agosto 1989) è stato un giornalista francese.
Fu il fondatore del quotidiano Le Monde. 

## Biografia
Malgrado un'infanzia difficile a causa della prima guerra mondiale e la provenienza da una famiglia modesta, ottenne il supporto necessario per affrontare gli studi superiori. In seguito, divenne insegnante di diritto all'Istituto francese di Praga, dove osservò la crescita del pericolo militarista in Europa e ne divenne il cronachista in qualità di corrispondente di diversi giornali francesi tra cui Le Temps, allora considerato il giornale non ufficiale del Quai d'Orsay. In segno di solidarietà verso la Cecoslovacchia e disapprovando la condotta del governo francese durante gli accordi di Monaco del 1938 Beuve-Méry rassegnò le dimissioni da Le Temps.
Nel biennio 1940-1941, Hubert Beuve-Méry partecipò, come direttore didattico, all'attività della Scuola di Uriage, una scuola creata con l'accordo del governo di Vichy per formare la classe dirigente della nuova Francia. La scuola fu chiusa nel 1942 e una parte dei suoi partecipanti si impegnò nella Resistenza.  
Beuve-Méry, in un articolo intitolato "Rivoluzioni nazionali, rivoluzioni umane", pubblicato sulla rivista Esprit nel 1941, dichiarò: "Alla rivoluzione serve un capo, dei dirigenti, delle truppe, una fede, o un mito. La Révolution nationale ha il suo capo e, grazie a lui, le grandi linee direttrici della sua dottrina. Ma è ancora alla ricerca della sua classe dirigente".
Beuve-Méry scrisse nel 1944, alla vigilia dello sbarco alleato: "Gli americani costituiscono un pericolo reale per la Francia (...) Gli americani possono fermare una rivoluzione necessaria, e il loro materialismo non ha la grandezza tragica del materialismo dei regimi totalitari". Citato da Jean-François Revel in L'obsession anti-américaine : son fonctionnement, ses causes, ses inconséquences, Plon, 2002.

## Dopo lo sbarco
Nel 1944 Hubert Beuve-Méry fu chiamato dal generale de Gaulle a creare, con l'aiuto del governo francese, un quotidiano di riferimento che sostituisse il quotidiano Le Temps. Fu così che nacque Le Monde, di cui sarebbe stato il direttore fino al suo pensionamento, pubblicando editoriali sotto lo pseudonimo di Sirius.